# 프린세스 다이어리 2
프린세스 다이어리 2(The Princess Diaries 2: Royal Engagement)는 2004년 개봉한 미국의 영화로, 프린세스 다이어리의 속편이다. 미아가 제노비아 왕국에서 살면서 일어난 일들을 그렸다. 미아가 왕실행사에 참여하는 장면에, 한복차림을 한 한국 가족이 나온다. 

## 출연

### 주연
- 앤 해서웨이
- 줄리 앤드류스

### 조연
- 헥터 엘리존도
- 헤더 마타라조
- 크리스 파인
- 캐슬린 마셜
- 존 라이스 데이비스
- 칼럼 블루
- 톰 포스톤
- 조엘 맥크러리
- 킴 톰슨
- 레이븐 시모네
- 래리 밀러
- 캐롤라인 구덜
- 숀 오브라이언

## 기타
- 원작자: 멕 케봇
- 공동제작: 데이빗 샤프
- 협력프로듀서: 톰 하인즈
- 미술: 앨버트 브레너
- 의상: 게리 존스